# Атамалян, Рудольф Сергеевич
Рудо́льф Серге́евич Атамаля́н (5 июля 1946, Баку, СССР — 26 марта 2023, Сочи, Краснодарский край) — советский футболист, советский и российский тренер. Играл на позиции нападающего. Мастер спорта (с 1973 года).

## Карьера
Родился 5 июля 1946 года в Баку.
Воспитанник клуба «Трудовые резервы» из родного города Баку. В 1965 году начал карьеру в клубе «Хазар» Сумгаит. Вернулся в Баку и играл за дублирующий состав «Нефтяника». В 1966 году перешёл в «Арарат» Ереван, большую часть времени выступая за дублирующий состав.
В 1968 году Атамалян подошёл к главному тренеру клуба «Локомотив» Москва Валентину Бубукину и попросил просмотреть его". За «Локомотив» выступал 5 лет. Почти все эти годы он оставался главной ударной силой «железнодорожников», действуя на позиции центрального форварда, постоянно борясь с соперниками. Хорошо играл головой. В 1971 году стал капитаном команды, но в начале сезона получил тяжёлую травму, которая вывела его из строя почти на год.
Летом 1972 года Атамалян перешёл в «Уралмаш», откуда спустя полгода — в «Нистру». В первый же год помог клубу выйти в высшую лигу, где провёл 11 матчей и забил 1 гол, поразив ворота киевского «Динамо» и принеся своей команде победу. Последним клубом в карьере Атамаляна стал «Нефтяник» Тюмень.
Завершив карьеру игрока, остался в Тюмени и стал работать в местной СДЮШОР. В 1981 году уехал работать ассистентом в «Факеле», где пробыл два года. Окончил высшую школу тренеров и в третий раз приехал в Тюмень. В 1988 году возглавил «Геолог» и тренировал команду три года. Затем тренировал «Иртыш» (Тобольск) и вновь «Тюмень». По состоянию на 2009 год работал в сочинской СДЮШОР в команде «Локомотив-Сочи» с игроками 12—13 лет.
Скончался 26 марта 2023 года в Сочи на 77-м году жизни.

## Личная жизнь
Дочь Марианна.